# Borsa de Bilbao
La Borsa de Bilbao és una borsa de valors definida com a mercat secundari oficial, destinat a la negociació en exclusiva de les accions i valors convertibles o que atorguin dret d'adquisició o subscripció. La Borsa de Bilbao es va constituir el 21 de juliol de 1890. Segons la Llei del Mercat de Valors (LMV), "Són mercats secundaris oficials de valors aquells que funcionin regularment, conforme al previngut en aquesta Llei i en les seves normes de desenvolupament, i, especialment, referent a les condicions d'accés, admissió a negociació, procediments operatius, informació i publicitat."
En la pràctica, els emissors de renda variable acudeixen a la Borsa també com mercat primari on formalitzar les seves ofertes de venda d'accions o ampliacions de capital. Així mateix, també es contracta en Borsa la renda fixa, tant deute públic com privada.